# Apala

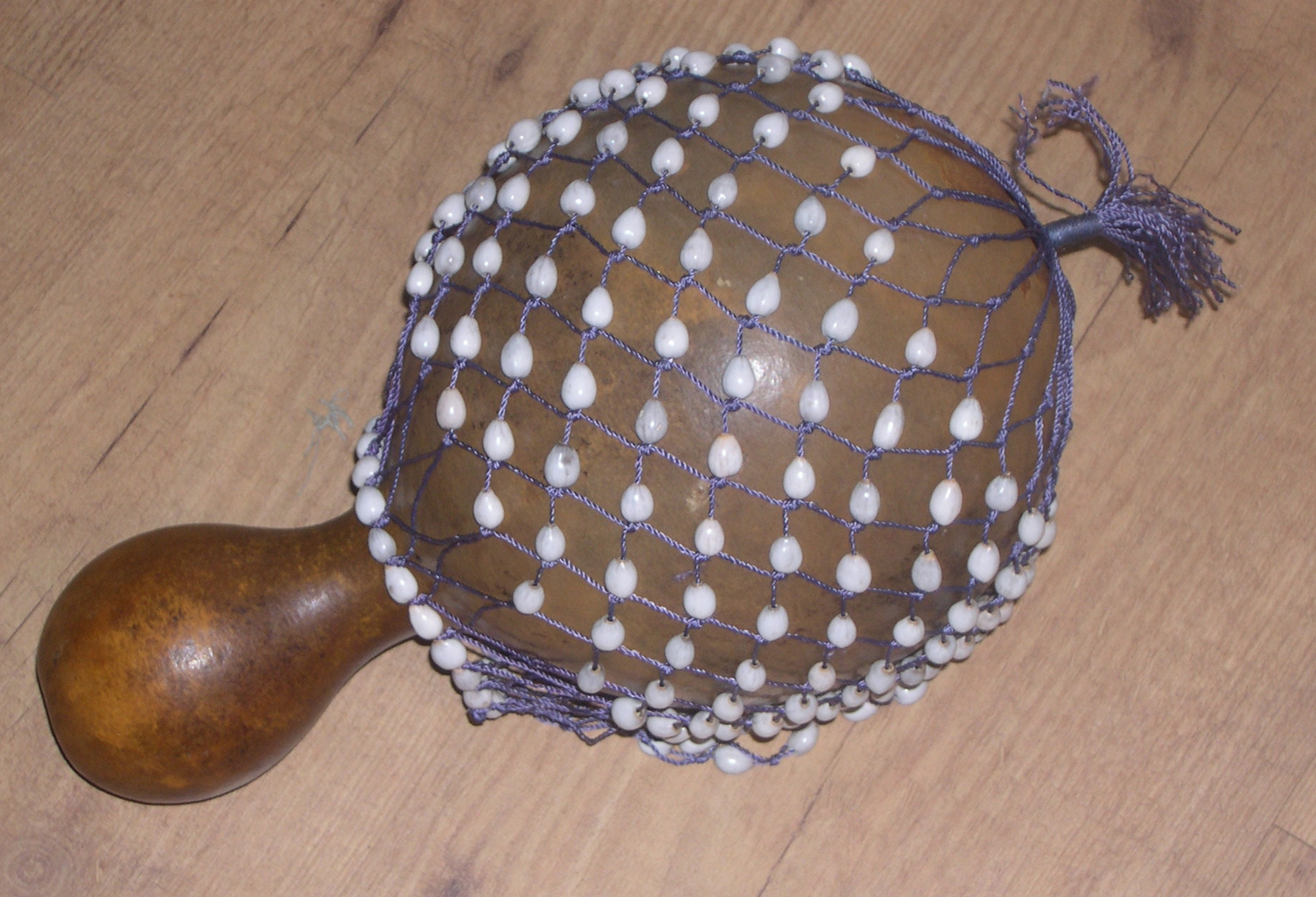
Shekere - Instrumento de percusión africano

El apala es un estilo de vocal y música de percusión de la Yoruba musulmana. Surgió a finales de los años 30 como el medio de animar a los creyentes después del ayuno de Ramadán. Bajo la influencia de la percusión popular afrocubana, el apala se ha ido desarrollando en un estilo más pulido y ha atraído una gran audiencia. 
La música requiere dos o tres tambores "habladores" (omele), un traqueteo (sekere), un piano de pulgar (agidigbo) y una campana (agogo). Estilo tradicional de Ijebu, en Yoruba, también se hizo muy popular en los años 60, desarrollado por músicos como Haruna Ishola, Sefiu Ayan, Kasumu Adio, y Ayinla Omowura. Ishola, que era uno de los fabricantes de éxitos más constantes de Nigeria entre 1955 y su muerte, en 1983, grabó numerosas canciones apala, que alternaron entre lo lento y emocional; y lo rápido y enérgico. 
Su lírica era una mezcla de alabanza improvisada y versos del Corán, así como proverbios tradicionales. Su trabajo tuvo una influencia formativa sobre el desarrollo del estilo fuji.